# Edificio San Ignacio
El edificio San Ignacio es la sede histórica de la Universidad de Antioquia, ubicado en el centro de la ciudad de Medellín, considerado junto con la Iglesia y el Claustro San Ignacio patrimonio arquitectónico de la ciudad, su construcción tiene sus orígenes en 1803 y durante sus más de 200 años ha sufrido varias modificaciones. Declarado Monumento Nacional según resolución 002 el 12 de marzo de 1982, hoy esta completamente restaurado y se aprecia su fina arquitectura neoclásica. Actualmente está ceñido a las actividades culturales, académicas no formales, de extensión, de divulgación y de proyección del quehacer universitario.

## Historia
En los tiempos coloniales la sociedad antioqueña dependía de los colegios y universidades bogotanas y de los seminarios payaneses para la educación de sus hijos, por lo cual, en 1793 el Cabildo de Medellín pensó por primera vez en comprar los terrenos en el barrio de San Lorenzo, y se inició la recolección de fondos para la construcción del conjunto Iglesia-Convento-Colegio de San Francisco, este último, actual edificio de San Ignacio de la Universidad de Antioquia.

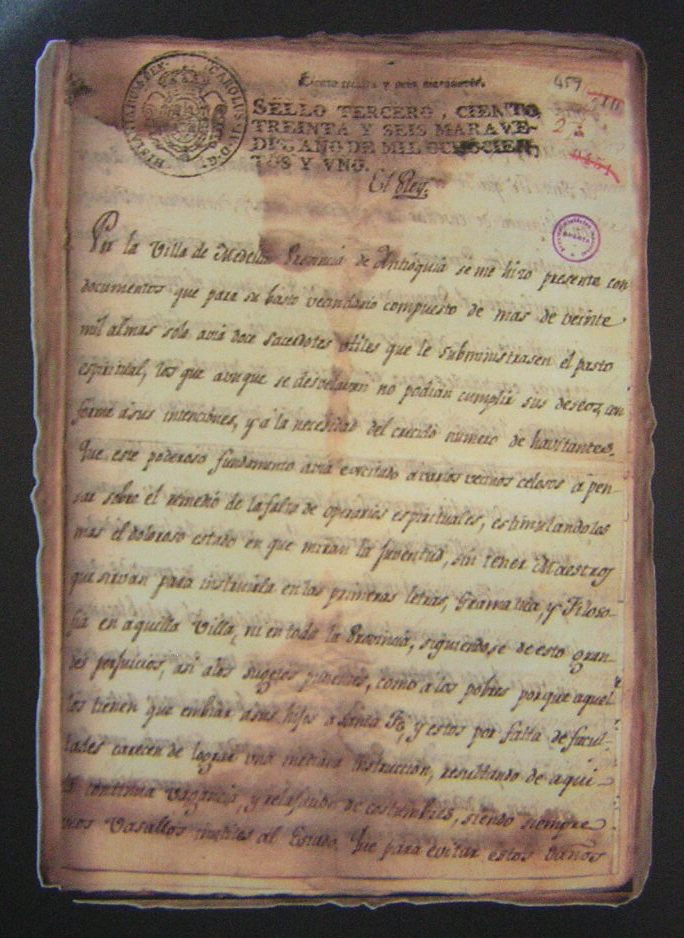
Real Cédula del 9 de febrero de 1801, en el cual, el rey Carlos IV autoriza la creación del Colegio de Franciscanos.

Los vecinos de la Villa de Medellín, actual capital del Departamento, solicitaron a la Corona española permiso para crear un colegio-convento. Esta iniciativa logró su cometido en 1801, por medio de la Real Cédula del 9 de febrero del mismo año, en el cual, el rey Carlos IV autoriza la creación del Colegio de Franciscanos. Esta primera fundación franciscana inició sus labores en el año de 1803 bajo la dirección de Fray Rafael de la Serna, y se comenzó con la enseñanza de la Gramática, la Filosofía y el Latín, en un local del costado norte de lo que hoy es el Parque de Berrío. Fray Rafael de la Serna fue el encargado de escoger el terreno y dirigir la construcción que daría a la villa un establecimiento para educar a los jóvenes de la región y formar nuevos miembros para su comodidad. Los dineros fueron recogidos entre los vecinos de Medellín, y el 2 de agosto de 1803 él mismo colocó la primera piedra.

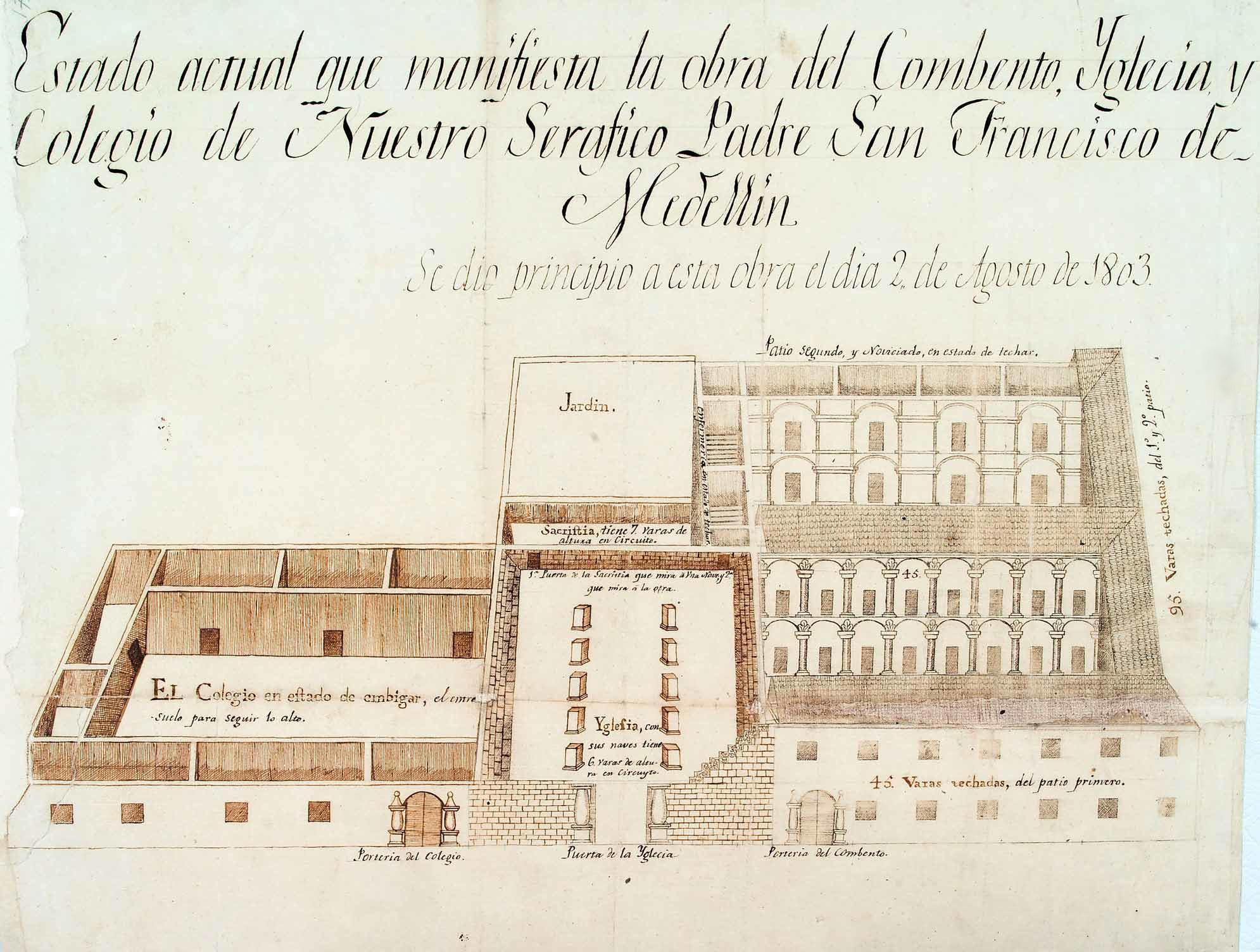
Plano del Colegio, del Convento y de la Iglesia de San Francisco (Actual Iglesia de San Ignacio), situado en la actual Plazuela de San Ignacio.

Tendría la iglesia, en el centro, el convento con su claustro de habitaciones para religiosos profesos y novicios en el sector de Ayacucho, y el colegio en el ala de Pichincha. Sin embargo, y sobre la marcha, decidieron intercambiar la ubicación de colegio y convento. Los Franciscanos calcularon en ocho o diez años la duración de la obra. Pero 38 años más tarde, todavía estaba inconclusa, y muchas cosas no previstas ocurrieron en relación con el edificio. A los frailes fundadores se les acusó de conspirar contra el movimiento emancipador, y se vieron obligados a salir de la villa y dejar la obra en mitad de camino.
Para 1850, durante la gobernación de Pedro Justo Berrío, se ordenó terminar el proyecto y crear en el edificio del colegio, la primera Escuela Normal.
Aquella fue una época de grandes convulsiones y todas quedaron, de alguna manera, registradas en el edificio. Cada vez que hubo guerra fueron desocupadas las aulas donde se acuartelaron las tropas. Los muros y cimientos sintieron el peso de los combates, y siempre fue necesario reponer los daños causados por la presencia de soldados y prisioneros. En 1871 se dispuso por la ley 198 establecer una Universidad que se denominaría Universidad de Antioquia, y que habría de funcionar en el local que ocupaba el colegio.

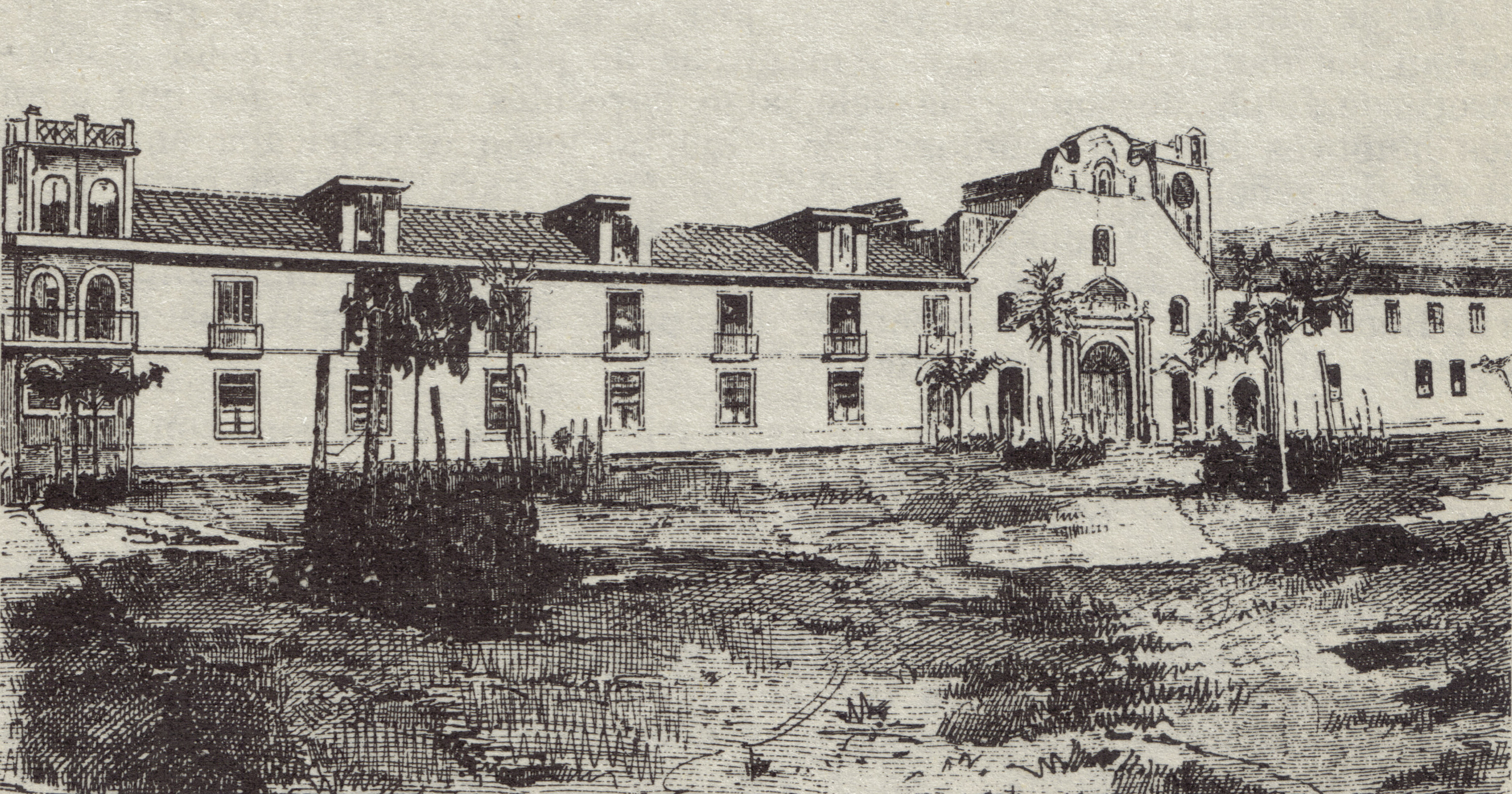
Universidad de Antioquia (izquierda) antes de la gran reforma. En el medio Iglesia de San Ignacio y al otro costado quedaba el colegio de San Ignacio. Detalle realizado por los estudiantes de la Escuela de Minas en el.

Después de una nueva guerra que obligó al cierre de la Universidad, en 1886 se reabrió y además de sus facultades de Filosofía y Letras, Jurisprudencia y Medicina, funcionaron anexas a ella la Escuela de Artes y Oficios y la Escuela de Minas. Esa historia de guerras, cierres indefinidos de las aulas, ocupaciones militares y deterioro paulatino duró hasta 1908 cuando Tulio Ospina, rector encargado por aquellos días, y más tarde Miguel María Calle, encomendaron al maestro Horacio Rodríguez la tarea de darle a la Universidad el edificio que se merecía.
Sobre la antigua estructura en tapias nació el actual edificio de Arquitectura Ecléctica, sobriamente ejecutado con elementos del orden jónico, denominados por Rodríguez como de "estilo moderno". La obra por él realizada es la que aún permanece. En su construcción se pusieron en práctica todos los conocimientos arquitectónicos de la época.
Para la remodelación se contempló, desde un principio, la necesidad de replantear la estructura general del edificio original. Por este motivo sufrió grandes modificaciones, circunstancias que en este momento, hacen pensar que se trata de un nuevo edificio.
El edificio está compuesto por dos claustros, conformados por cinco naves. El carácter del edificio público se lo imprime el pórtico rematado por el frontón, ornamentado con una decoración en la que resalta el escudo de la Universidad. El Paraninfo o Aula Máxima de la Universidad se convierte en el espacio prioritario de diseño y ornamentación. Los decorados sencillos y toscos, tradicionales en Antioquia, fueron reemplazados por la madera pulida y labrada, lo que le imprime al salón un aire serio y académico. Los marcos de puertas y ventanas están ricamente tallados con diferentes elementos como hojas de laurel, pinas y otros.

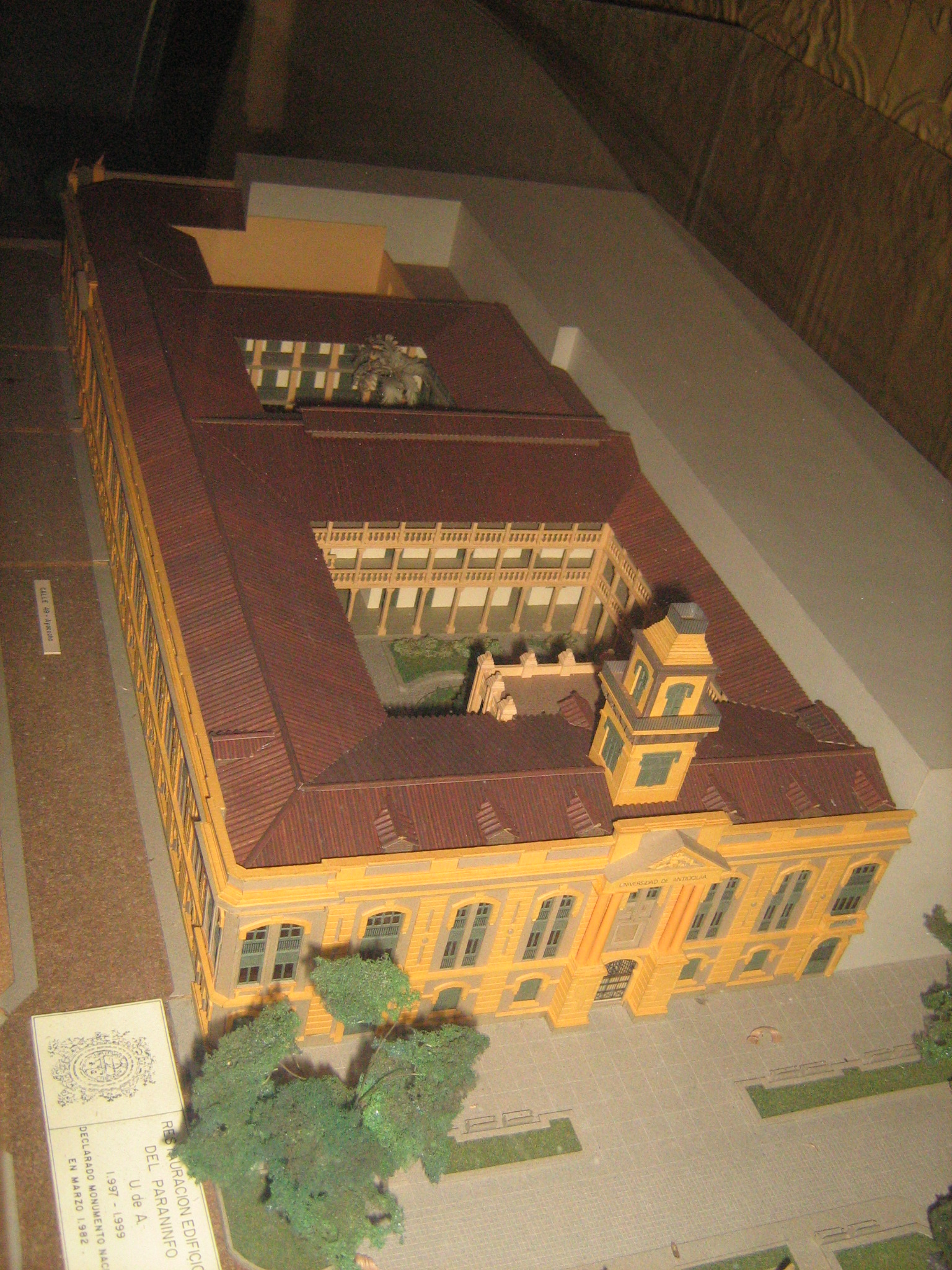
Maqueta del Edificio San Ignacio.

La laminilla de oro descubierta en las molduras ornamentales, al igual que la pintura mural rescatada en los capiteles y zócalos de las pilastras, forman parte de la decoración inicial de principios de siglo pasado. Este trabajo artístico fue realizado por los artesanos formados en la Escuela de Artes y Oficios anexa a la Universidad y muestra la clara intención de la "arquitectura moderna" de principios de siglo.
Para la construcción del auditorio, el diseño tuvo en cuenta, como el mismo Rodríguez lo decía, "la necesidad de atender a la vista y al oído, y la comodidad de tener múltiples salidas exteriores y escalas que permiten la evacuación rápida y fácil en cualquier eventualidad cotidiana o extraordinaria."
La remodelación de Rodríguez, hizo que el edificio de San Ignacio tuviera características similares a todos aquellos edificios y palacios gubernamentales y públicos que se construyeron en las capitales de Departamento durante los años 10 y 20. La adición del tercer piso pretendió, además de aumentar los espacios, darle más grandiosidad a la obra, y atendió también, en parte, al nuevo concepto de alta concentración en la construcción y en el uso de la tierra, que ya por esos años se fue imponiendo ante la carencia de sectores adecuados para urbanizar, Es así mismo, expresión de la nueva cultura que adoptó y asimiló la ciudad, muestra y manifestación innegable de una "burguesía" en el sentido exacto de la palabra, con nuevos gustos, educación diferente a la tradicional y más dinero, que la acercan más a su émula de Europa o de los E.U.A. La arquitectura de la ciudad se aleja cada vez más de las formas campesinas de distribución y construcción, surgiendo en contraposición una arquitectura diseñada para la ciudad de acuerdo con sus necesidades y aspiraciones. Por esta razón, y en atención a los gustos y exigencias de sus clientes, los arquitectos desechan algunas influencias tradicionales especialmente en la decoración y la distribución, para adoptar estilos más cosmopolitas. Surge así una arquitectura pensada para la ciudad, sus necesidades, pretensiones y aspiraciones.

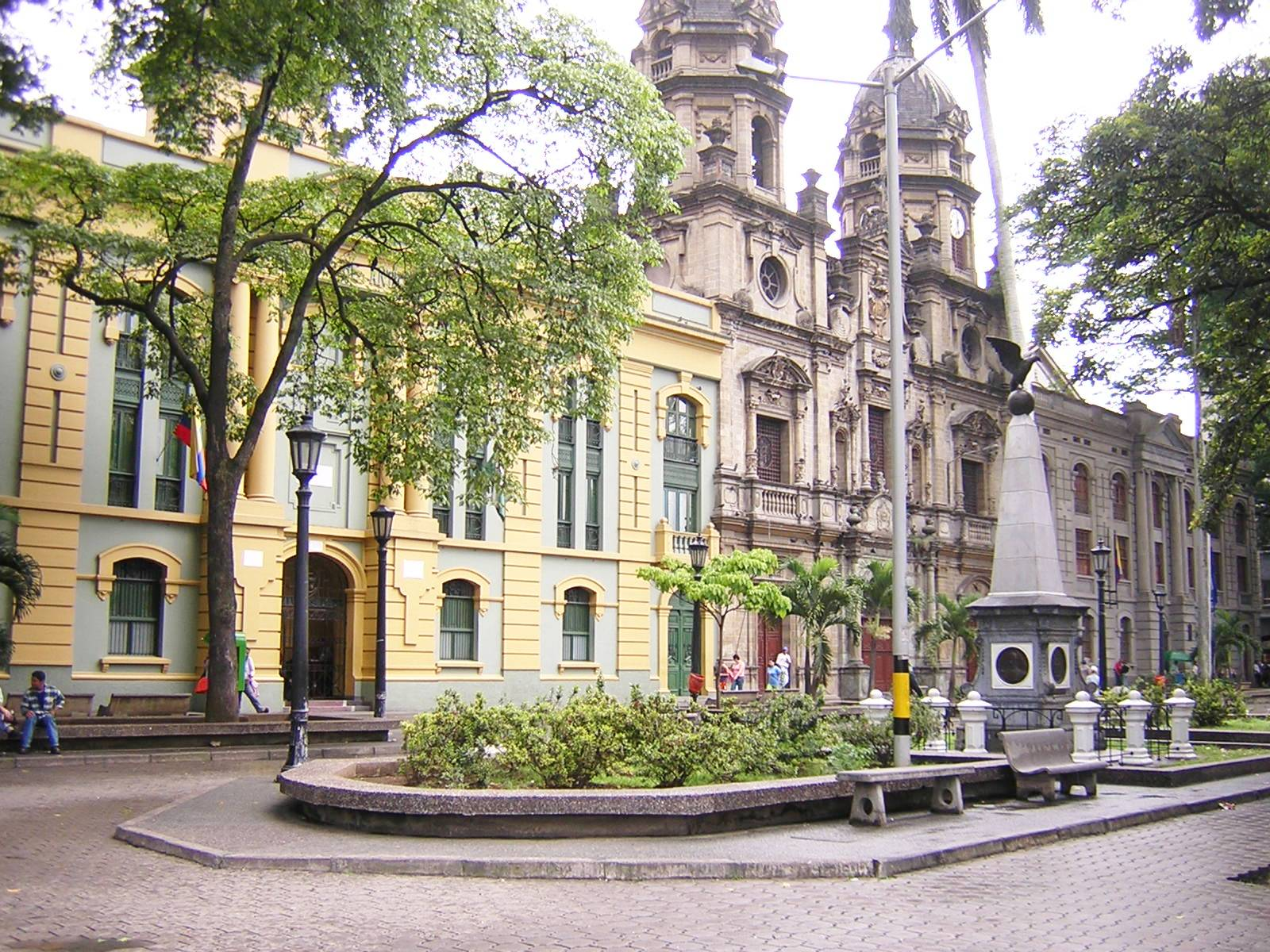
Edificio San Ignacio de la Universidad de Antioquia (izq.), después de la gran reforma. En el medio Iglesia de San Ignacio

En su época Horacio Rodríguez fue, ante todo, un experto en remodelación de viejas estructuras, Esto se comprueba en las obras adelantadas en el edificio de la Universidad de Antioquia y en el Teatro Bolívar, que fuera el antiguo teatro de la Unión (desde 1835), el más hermoso que ha tenido Medellín,
Desde que adelantaba sus estudios, Rodríguez siempre se mostró un alumno muy aventajado en el cálculo y construcción de estructuras. Esta fue una de las razones por las cuales el ingeniero alemán Enrique Hausler lo tuvo por uno de sus aprendices predilectos. Siempre manifestó una gran admiración por la arquitectura y la ingeniería norteamericana de principios de siglo.
Rodríguez empezó a usar materiales y sistemas constructivos y estructurales, casi totalmente desconocidos hasta ese entonces en Antioquia. Sin embargo, continuó usando materiales y sistemas de construcción tradicionales. Ambas tipologías las combinó magistralmente con resultados admirables.
Obras como las del Teatro Bolívar y la Universidad de Antioquia contienen lo que se podría llamar un "eclecticismo constructivo". De esta manera Rodríguez representa la transición entre la arquitectura consuetudinaria de la región y la arquitectura moderna basada en estructuras complejas.

## Aspectos generales del edificio
El edificio de San Ignacio está compuesto por dos claustros conformados por cinco naves, su altura es de 15 metros con un área de 7.600 m², Su fachada principal de arquitectura ecléctica, con muchos elementos neoclásicos, está enmarcada por un pórtico que la divide en dos cuerpos, conformado cada uno, por un ritmo de seis vanos. Toma realce con la torre en madera que destaca el acceso principal. Sobresale la decoración en puertas, ventanas, capiteles, cornisas, arcos y balaustradas. En el interior se conjugan la yesería, trabajo en madera y latón troquelado del Recinto del Paraninfo.

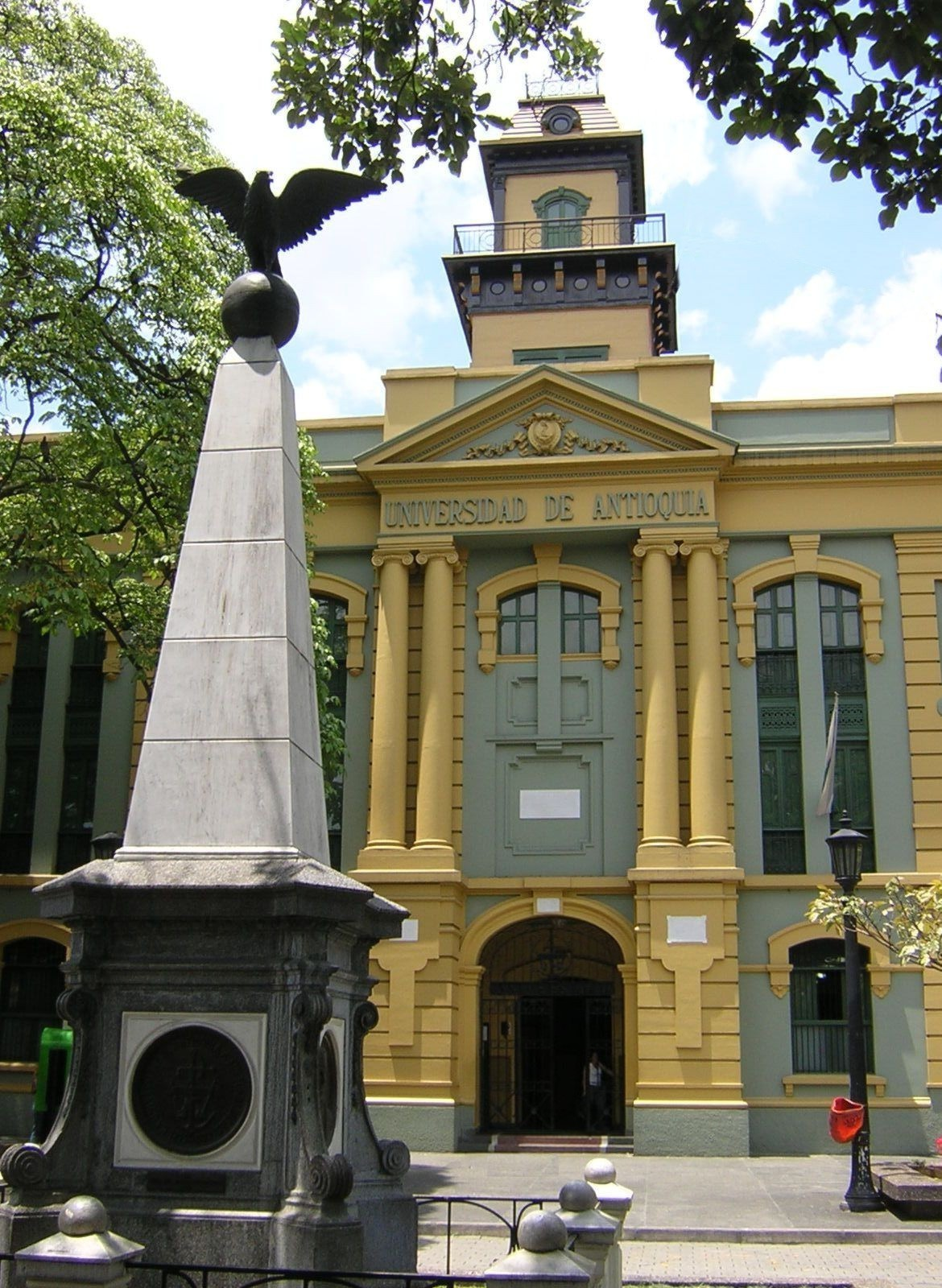
Monumento en conmemoración del centenario de la UdeA (izq), entrada principal del Edificio de San Ignacio.

Los materiales utilizados en su construcción, a través de dos siglos han sido: Fundaciones en piedra de canto rodado sin ningún aglomerante, muros mixtos en tapia, piedra, ladrillo, adobe. Cubierta en teja de barro y cañabrava, canoas y ruanas en zinc. Pisos en madera, baldosa y cemento. Puertas y ventanas en madera y vidrio.
La fachada adosada a la tapia, al inicio del pasado siglo, se ejecutó en plaquetas de ladrillo macizo, acabado en revoque más pintura de vinilo.
La torre es una estructura en madera recubierta al exterior en latón galvanizado, material utilizado también en su cubierta, con pisos, ventanas y paredes al interior en madera.
Se realizó un reconocimiento preliminar del estado general del edificio en el cual se detectó: Deterioro progresivo en pisos, entrepisos, muros, estructura principal, cubierta, ornamentación en general, etc., ocasionado por asentamientos diferenciales en el terreno, humedades a través de la cubierta, producidas por deterioro en canoas y bajantes, sobrecargas, además de las diferentes intervenciones de que ha sido objeto sin respetar ni el diseño ni la estructura del mismo. La diagnosis descrita determinó llevar a cabo los siguientes estudios: Artístico, arquitectónico, de suelos, estructural, sistema hidráulico y sanitario, eléctrico, sistema constructivo, patología de los materiales' con apoyo en el estudio histórico, levantamiento planimétrico y estudio fotográfico.

## Dependencias que se encuentran en el edificio
A pesar de que ya no es la sede principal de la universidad, hoy en día el Edificio San Ignacio mantiene una agitada vida cultural y académica. Allí funciona la Emisora Cultural de la Universidad con su Fonoteca, la Librería Interuniversitaria, la Colección Historia del Museo Universitario, la Fundación de Apoyo a la Universidad de Antioquia y otras dependencias de la Institución. Como auditorios tiene: el Paraninfo (Aula Máxima) con capacidad para 350 personas, el Aula Múltiple con capacidad para 70 personas, y la Sala de Cine con capacidad para 80 personas. En el Edificio también existen 13 aulas de clase, oficinas administrativas, dos salas de cómputo, un salón de reuniones y un restaurante. Entre los programas culturales permanentes están los “Martes de Paraninfo”, “Cine del Paraninfo”, “Tarde de cine” y “El Paraninfo de Concierto” entre otros.

### Emisora Cultural
En el Edificio San Ignacio se ubica la “Emisora Cultural”, la radio estación de carácter cultural y académico de la Universidad de Antioquia, está integrada por siete estaciones, dos de ellas con sede en Medellín, 1410 AM y 101.9 FM y las restantes ubicadas en las subregiones de Urabá, Bajo Cauca, Magdalena Medio, Suroeste y Oriente antioqueños.
Esta emisora es pionera de las radio estaciones culturales del país y universitarias de América Latina. Fue fundada en 1933 y desde entonces se ha caracterizado por ser un medio de comunicación abierto, plural y respetuoso de las manifestaciones culturales del mundo, del derecho internacional a la información, y de los lineamientos institucionales de la Universidad de Antioquia.
Las frecuencias subregionales de la Emisora son: Turbo, 102.3 FM, para Urabá; Caucasia, 96.3 FM, para el Bajo Cauca; Puerto Berrío, 94.3 FM, para el Magdalena Medio; Andes, 96.4, para el Suroeste; y El Carmen de Viboral, 101.3 FM, para el Oriente.
Con la llegada de la Emisora Cultural, surgió entonces una preocupación por archivar los sonidos que forman parte de la memoria de la Universidad y de la Emisora. Para esta razón se creó la Fonoteca la cual cuenta con los medios adecuados para el cuidado y conservación de la memoria sonora, que la Emisora ha estado recopilando. Son miles de horas de grabación de conferencias, entrevistas, sucesos, piezas musicales, etc. La Fonoteca, se ha dado a la tarea de registrar y archivar estas voces para preservarlas en el tiempo y a la vez protegerlas de las inclemencias del mismo, llevando a cabo un proceso de digitalización de las cintas para conservar su sonido original en formatos digitales que sean de fácil acceso y que perduren sin poner en riesgo las cintas originales.
La Fonoteca cuenta con todas las condiciones y requisitos del protocolo internacional de preservación y conservación del patrimonio sonoro, que consiste en almacenar el material en condiciones climáticas adecuadas, bajo una temperatura fría y de humedad relativa baja, con la supervisión de personal experto en el tratamiento de estos recursos.
Por estas razones, hoy la Fonoteca es una de más importantes de Latinoamérica, no solo por la cantidad de archivos sonoros con que cuenta, sino además por las óptimas condiciones de conservación en que estas cintas se encuentran.

### Colección Historia del Museo Universitario
Por ser un sitio emblemático, lugar donde nació la Institución hace más de 200 años, el Edificio de San Ignacio alberga la Colección Historia de la Universidad del Museo Universitario. La colección se expone en 7 salas en las que se exhiben más de 952 elementos patrimoniales y piezas representativas de los distintos momentos históricos del Departamento de Antioquia y de la Universidad. Además, a esta Colección también pertenecen el Archivo Histórico y el Archivo Fotográfico de la Universidad. 

#### Fondos especiales
La Colección de Historia posee seis fondos especiales: Fondo Marceliano Vélez, Fondo Recaredo de Villa, Fondo Fidel Cano, Fondo Restauración del Paraninfo, Fondo Berta Zapata Casas y Fondo Digar (Diego García); los cuales corresponden a conjuntos de elementos donados por los descendientes de estos personajes y que han enriquecido particularmente la Colección.

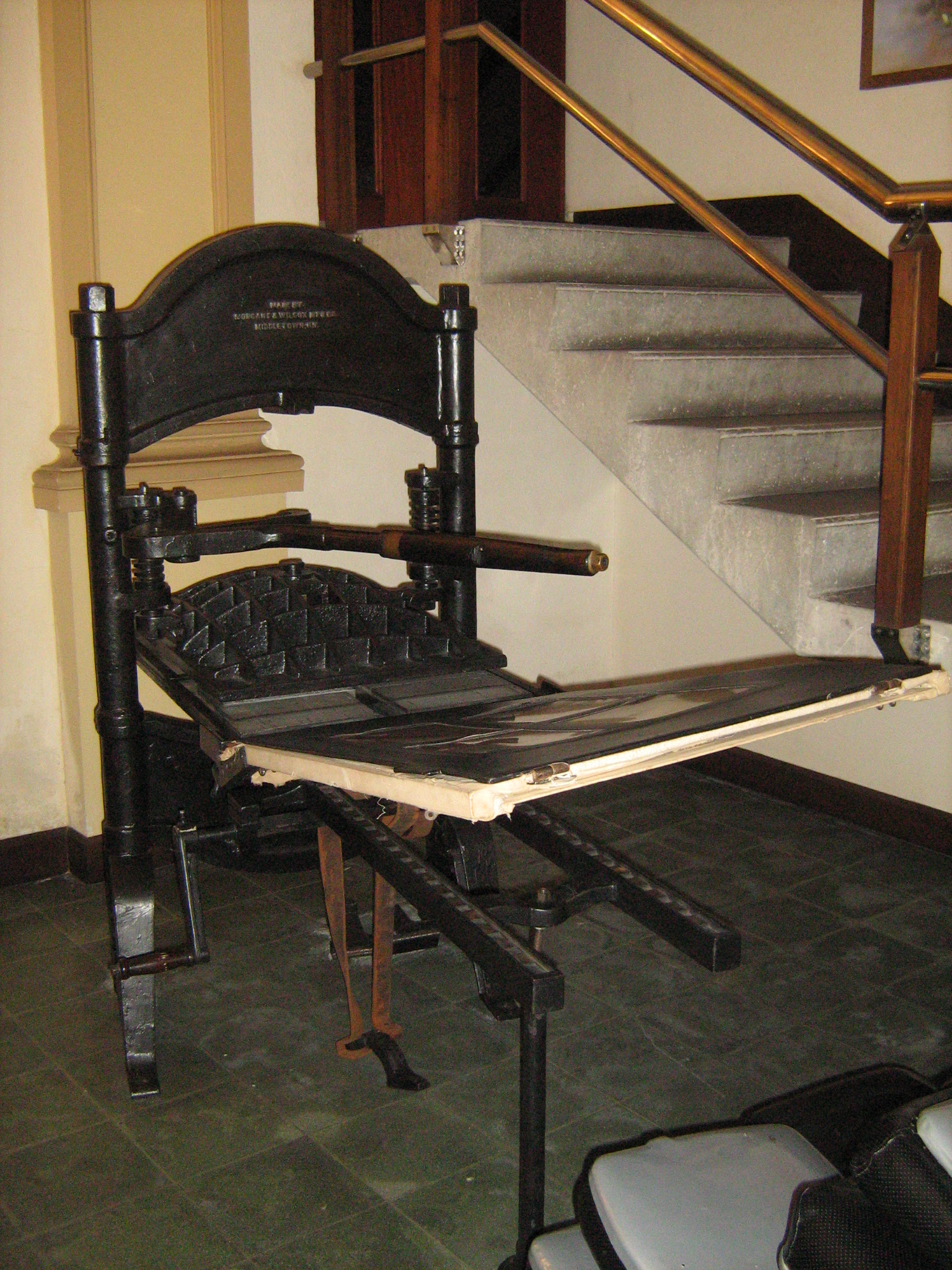
Prensa Washington donde se imprimió el primer periódico El Espectador hace más de 120 años

Fondo Marceliano Vélez: Posee 152 valiosos elementos, entre tarjetas de visita, fotografías, documentos epistolares, álbumes fotográficos, condecoraciones, y armas. Se destacan particularmente la espada conmemorativa de Marceliano Vélez, el Bastón de Mando de Pedro Justo Berrío y el libro de autógrafos de don Gabriel Velásquez.
Fondo Fidel Cano: Con 250 elementos de gran valor, entre ellos retratos al óleo, bronces y la prensa Washington donde se imprimió el primer periódico El Espectador hace más de 120 años; nos permite conocer la dimensión del personaje y de la empresa periodística más antigua y aún vigente en Colombia.
Fondo Recaredo De Villa: Con alrededor de 80 elementos entre documentos, libros y tarjetas de visita, logra un perfil del personaje que fuera Gobernador de Antioquia.
Fondo Bertha Zapata Casas: Con unos 25 elementos, entre diplomas, mosaicos, condecoraciones, fotografías, libros y un retrato al óleo realizado por el artista Alfonso Góez, define un perfil claro de la primera abogada graduada por la Universidad de Antioquia.
Fondo Digar (Diego García): Reúne el archivo completo de quien fuera el fotógrafo oficial de la Universidad durante la década del sesenta, lo cual testimonia la construcción de Ciudad Universitaria de Medellín.
Fondo Restauración del Paraninfo: Reúne el Archivo Fotográfico completo de lo que significó todo el proceso de restauración del edificio de San Ignacio, declarado  Monumento Nacional.